# 円照 (唐)
円照（えんしょう、生没年不詳）は、中国唐代の僧。姓は張氏、京兆府藍田県（陝西省西安市藍田県）の出身。

## 生涯
10歳の時に出家し、長安城内の西明寺で景曇に就いて修学し、併せて儒墨をも兼修した。成長すると律蔵に精通し、開元中（713年 - 741年）には、玄宗の勅命を受けて、訳経事業にも参画した。
大暦13年（778年）には、新旧の四分律に関する疏を校定するために選ばれた14名の両京の律師の一人となり、四分律疏の定本となる『僉定四分律疏』10巻の編纂に関与した。
また、『開元釈教録』の続編として、一切経目録である『貞元新定釈教目録』30巻を編纂した。その他にも、多数の著述があったことが知られる。
貞元10年（794年）以降、享年82で、西明寺の別院で没したとされる。

## 伝記資料
- 『宋高僧伝』巻15